# Airoli
Airoli är en ort i Indien.   Den ligger i distriktet Thane och delstaten Maharashtra, i den sydvästra delen av landet, 1 100 km söder om huvudstaden New Delhi. Airoli ligger 5 meter över havet och antalet invånare är 100 000.
Terrängen runt Airoli är varierad. Runt Airoli är det mycket tätbefolkat, med 1 573 invånare per kvadratkilometer. Närmaste större samhälle är Bombay, 14,7 km sydväst om Airoli. Trakten runt Airoli består till största delen av jordbruksmark.